# Municipio de Andover (Dakota del Sur)
El municipio de Andover (en inglés: Andover Township) es un municipio ubicado en el condado de Day en el estado estadounidense de Dakota del Sur. En el año 2010 tenía una población de 108 habitantes y una densidad poblacional de 0,58 personas por km².

## Geografía
El municipio de Andover se encuentra ubicado en las coordenadas 45°24′50″N 97°55′9″O / 45.41389, -97.91917. Según la Oficina del Censo de los Estados Unidos, el municipio tiene una superficie total de 185.27 km², de la cual 184,31 km² corresponden a tierra firme y (0,52 %) 0,96 km² es agua.

## Demografía
Según el censo de 2010, había 108 personas residiendo en el municipio de Andover. La densidad de población era de 0,58 hab./km². De los 108 habitantes, el municipio de Andover estaba compuesto por el 100 % blancos. Del total de la población el 0 % eran hispanos o latinos de cualquier raza.